# Propanoat d'isobutil
El propanoat d'isobutil (anomenat abans propionat d'isobutil) és un compost orgànic, un èster amb la fórmula CH₃CH₂COOCH₂CH(CH₃)₂. Té la fragància del rom. Es fa servir en la indústria alimentària i en cosmètica com aromatitzant.
És un líquid incolor inflamable.

## Preparació
Com la majoria dels èsters, el propionat d'isobutil es pot preparar per a la reacció de l'àcid carboxílic i un alcohol en presència d'un catalitzador com és l'àcid sulfúric concentrat i l'àcid clorhídric entre d'altres.